# جمعية المتشكك
جمعية المُتشكّك (بالإنجليزية: The Skeptics Society) هي منظمة غير ربحية، يدعمها الأعضاء وتكرس جهودها لتشجيع الشكوك العلمية ومقاومة انتشار العلوم الزائفة والخرافات والمعتقدات اللاعقلانية. تأسست جمعية المتشككين من قبل مايكل شارمر كمجموعة متشككة في منطقة لوس أنجلوس لتحل محل جمعية المتشككين في كاليفورنيا الجنوبية. بعد نجاح مجلتها "Skeptic" التي تم تقديمها في أوائل عام 1992، أصبحت منظمة وطنية ثم دولية. المهمة المعلنة لجمعية المتشككين ومجلة Skeptic هي «التحقيق في الخلافات العلمية والعلوم الزائفة، وتشجيع التفكير النقدي.»